# 안용욱
안용욱(1970년 8월 6일 ~)은 한국의 남자 성우이다. 1999년 KBS 27기 공채 성우로 데뷔했다.

## 출연 작품

### 애니메이션
- 건담 08MS소대 (애니박스) - 미켈 니노리치
  - 건담 08MS소대 밀러스 리포트 (애니박스) - 미켈
  - 건담 08MS소대 라스트 리조트 (애니박스) - 미켈
- 건퍼레이드 오케스트라 (애니맥스) - 코지마 코우 / 코지마 소라
- 기동전사 건담 SEED (애니원) - 무르타 아즈라엘
- 나나 (챔프) - 엔도 쇼지 / 타케
- 내 사랑 미운 오리새끼 (KBS) - 웨슬리
- 내일은 축구왕 (애니맥스)
- 노다메 칸타빌레 (애니맥스) - 마스미
  - 노다메 칸타빌레 파리편 (애니맥스) - 마스미
  - 노다메 칸타빌레 피날레 (애니맥스) - 마스미
- 데스노트 (애니원) - 마츠다 토타
- 데스노트 완전결착 2 (애니원) - 마츠다 토타
- 도기 파라다이스 (KBS)
- 디스크전사 어벤져스 (투니버스) - 헐크
- 록맨 에그제 비스트 (애니맥스) - 라이카
  - 록맨 에그제 비스트 플러스 (애니맥스) - 라이카
- 러브 in 러브 (애니원) - 카이(사카타) / 투투
- 마기 (카툰네트워크) - 사부마드 / 핫산
- 마술사 오펜 (애니맥스) - 하티아
  - 마술사 오펜 리벤지 (애니맥스) - 하티아
- 머나먼 시공 속에서 - 무일야 (애니박스) - 스에후미
- 메다로트 (애니원/챔프) - 고경태
- 메이저 3기 (투니버스) - 이태호(후지이)
- 메타 제트 (KBS) - 토니 몬타나 / 도너 반 / 라스무스 박사 / 슐러
- 명탐정 코난 (투니버스) - 백석진 / 송신영 / 고진만 / 군밤장수
- 바람의 검심 (애니원) - 신웅/ 우경
- 바텐더 (애니박스) - 시바타
- 반드레드 (챔프) - 바트 가르사스
- 반드레드 2 (애니맥스) - 바트 가르사스
- 볼츠와 블립 (KBS) - 토미 박사
- 브리스톨 탐험대 (KBS)  집사
- 블리치 (투니버스) - 이치노세 마키
- 삼국쥐전 (KBS)
- 샤먼킹 (애니원/챔프) - 데스머신 / 스페이스 / 폰치
- 스파이더 맨 (챔프) - 타이거
- 십이국기 (애니원) - 셋키 / 타카사토 카나메
- 안달루시아의 여름 (애니맥스) - 에레난데스
- 어린 왕자 (EBS)
- 어벤져스 어셈블 (투니버스) - 브루스배너 / 헐크
- 얼티밋 스파이더맨 (디즈니채널)
- 오늘도 빵쇼 (애니맥스) - 버피
- 오늘부터 마왕 (애니맥스) - 폰 볼테르 경 게겐휘버 / 무라타 켄
- 오늘부터 마왕 2기 (애니맥스) - 대현자 / 무라타 켄
- 오란고교 사교클럽 (투니버스) - 센도 테츠야
- 요리킹 조리킹 (KBS) - 몽키스칸 / 요리몬
- 우주소년 아톰 (카툰네트워크)
- 울트라맨 가이아 (챔프) - 카무
- 원더풀 데이즈 (KBS) - 데이빗
- 유후와 친구들 (KBS)
- 유희왕GX (애니원) - 아라미스 / 에드피닉스 / 짐 크로크다일 쿡
- 으라차차 라차차 (EBS)
- 이나중 탁구부 (XTM) - 이정우(기노시타)
- 전투요정 유키카제 (애니박스) - 이토
- 전투요정소녀 메이브 (애니박스) - 친구 2
- 제네레이터 렉스 (카툰네트워크) - 스칼라맨더 / 미첼
- 조이드 (챔프) - 코가
- 조이드 신세기제로 (챔프) - 코가
- 지옥소녀 (애니맥스) - 이치모쿠 렌(노마)
- 지옥소녀 2기 (애니맥스) - 이치모쿠 렌(노마)
- 천사가 될거야 (애니원) - 현우
- 천원돌파 그렌라간 (애니맥스) - 리론
- 체포하겠어 극장판 (애니맥스) - 통신병 / 이하운
- 쵸비츠 (애니원) - 지마
- 크게 휘두르며 (애니맥스) - 사카에구치 유우토
- 탐정소녀 킴파서블 (KBS, 2004) - 웨이드
- 테니스의 왕자 (투니버스) - 이부
- 파워 퍼프걸 (카툰네트워크) - 해설
- 파워 퍼프걸 Z (카툰네트워크) - 빅 빌리 / 메이어 시장
- 판도라 하츠(애니박스) - 길버트 나이트레이
- 판타스틱 칠드런 (애니맥스) - 히스마
- 팡팡 자연탐험대 (KBS) - 피피
- 페이트 스테이 나이트 (애니맥스) - 류도 잇세이 / 버서커
- 피니와 퍼브 (디즈니 채널) - 퍼브 플래쳐 / 모노그램 / 칼
  - 마일로 머피의 법칙 (디즈니 채널) - 퍼브 플래쳐
- 하우스 오브 마우스(브로드앤TV) - 맥스 구프
- 핫 휠 월드 레이스 (투니버스) - 타로
- 헌터X헌터 (애니원) - 바람잡이 / 이모리
  - 헌터X헌터 OVA G.I Final (애니박스) - 이모리, 지원자
- 헐크와 스매쉬군단 (투니버스) - 헐크
- 히어로 : 108 (카툰네트워크) - 몽키트룰리

### 극장용 애니메이션
- DC 리그 오브 슈퍼-펫 - 칩
- 구피 무비 - 맥스 구프
- 라야와 마지막 드래곤 - 댕 하이, 남자 상인
- 머나먼 시공 속에서 - 무일야 (애니박스) - 오오노 스에후미
- 메가마인드 - 미니온
- 미키의 크리스마스 선물 - 맥스 구프
- 버즈 라이트이어 (영화) - 디아즈
- 볼츠와 블립 극장판 3D : 달나라 리그의 전투 - 토미 박사, 썬더
- 아이스 에이지 4 - 루이스
- 아이스 에이지 5 - 로저
- 오디션 - 경관
- 원더풀 데이즈 (KBS) - 데이빗
- 익스트림리 구피무비 - 맥스 구프
- 임피 원더랜드 가다 - 슈
- 체포하겠어 극장판 (애니맥스) - 통신병 / 토우카이린 쇼우지
- 코렐라인: 비밀의 문
- 팅커벨 - 바블
- 풍뎅이뎅이 - 토목미 아줌마
- 피니와 퍼브 무비: 캔디스, 우주에 맞서다 (디즈니+) - 퍼브 플레처, 모노그램
- 빅풋 주니어 - 사냥꾼2

### 영화
- 25살의 키스 (SBS)
- 가타카 (KBS)
- 게놈 프로젝트 (KBS)
- 공포의 종합병원 (KBS) - 스베레(마츠 엘도엔)
- 기사 윌리엄 (KBS)
- 꿈꾸는 아프리카 (SBS) - 엠마누엘 役
- 나인야드2 (SBS)
- 남과 여 : 20년 후 (SBS) - 앙뚜안 役
- 낫씽 투 루즈 (KBS)
- 내셔널 시큐리티 (SBS)
- 너티 프로페서 (KBS)
- 노 맨스 랜드 (KBS)
- 눈의 여왕 (EBS)
- 뉴 이어스 데이 (SBS) - 제이크의 친구(리암 바) / 경찰(란지트 크리쉬나마)
- 데니스 P (KBS) - 데스크 직원 外 役
- 데블스 오운 (SBS)
- 데스페라도 (SBS) - 부초의 부하(로버트 아레발로)
- 라스트 택시 (KBS)
- 런어웨이 브라이드 (KBS)
- 레슬링 소년 제이스 (EBS)
- 레이디스 앤 젠틀맨 (KBS)
- 로코 (KBS) - 안드레아 役
- 마법의 동전 (EBS) - 아빠 役
- 마틴 기어의 귀향 (SBS) - 젊은 마틴 役 (스테판 핀)
- 맘마미아 (KBS) - 페퍼(필립 마이클)
- 메달리온 (SBS) - 웨이터(사정봉) / 해양 경찰(황개삼)
- 미네소타 트윈스 (SBS)
- 미트 페어런츠 (KBS) - 데니(존 에이브럼스)
- 반헬싱 (KBS) - 빅토르 役 (사무엘 웨스트)
- 발렌타인 (SBS) - 제이슨 役 (애덤 해링튼)
- 밴드 비지트 - 어느 악단의 조용한 방문 (KBS) - 파피(슈로미 아브라함)
- 베른의 기적 (SBS) - 브루노 役
- 보리밭을 흔드는 바람 (KBS) - 그리스(존 크린) / 네오(프랭크 버크)
- 북경 자전거 (KBS)
- 빌리 엘리어트 (KBS)
- 빨간 구두 (KBS)
- 사이먼비치 (KBS)
- 상하이 눈 (KBS) - 앤드류스(제이슨 코너리)
- 선택 (SBS)
- 세가지 색 레드 (SBS) - 오귀스트 役 (장 피에르 로리)
- 소울 메이트 (KBS) - 대릴(그레고리 배틀)
- 수퍼 소닉 - 스톤(리 마지둡)
- 수퍼 소닉 2 - 스톤(리 마지둡)
- 수퍼 소닉 3 - 스톤(리 마지둡)
- 스몰 솔저 (KBS)
- 스워드피쉬 (SBS) - 요원(스콧 버크홀더)
- 스파이더맨 (KBS) - 호프만(테드 레이미) / 강도(마이클 파파존)
- 스필버그의 어메이징 스토리 (KBS)
- 시체들의 새벽 - 로저 데 마르코 役
- 신과 함께 가라 (KBS)
- 신부와 편견 (KBS) - 호텔 지배인 役
- 아이 로봇 (KBS) - 로봇 써니 役 (앨런 터딕)
- 업 클로즈 앤 퍼스널 (KBS) - 버키(조 만테냐)
- 엘 시크레토: 비밀의 눈동자 (KBS) - 모랄레스(파블로 라고)
- 엽문2 (KBS) - 양근 (오가년) 外 役
- 윌리엄과 케이트의 러브스토리 (KBS) - 이안 役 (조나단 패트릭 무어)
- 워터 보이즈 (KBS) - 사토오메 (카네코 타카토시)
- 이터널스 - 킨고(쿠마일 난지아니)
- 잉글리시 브라이드 (KBS)
- 정글북 - 천산갑 / 사슴
- 조니 카파할라, 눈 위의 서퍼 (EBS) - 브레트 役 (자카리 보스트롬)
- 줄리엣을 위하여 (KBS)
- 집행자 (SBS) - 거스 모건(더그 허치슨)
- 챈스 일병의 귀환 (KBS) - 군인(노아 플레이스)
- 천국의 책방 - 연화 (KBS)
- 춤추는 대수사선 THE MOVIE (KBS) - 무로이 신지의 동료 경찰(사쿠라 킨조)
- 케이트 & 레오폴드 (SBS) - 찰리 맥케이 (브레킨 메이어)
- 쿵푸 프리즌 (KBS) - 로비(잭슨 래스본)
- 타이타닉 타운 (SBS) - 디노(시어런 맥미너민)
- 테이킹 라이브즈 (SBS) - 매튜(저스틴 챗윈)
- 톰과 제리 - 부동산 쥐(우카쉬 엠부드카)
- 투 웡 푸 (KBS) - 바비 레이 (제이슨 런던)
- 파 프롬 헤븐 (KBS)
- 하우스 어레스트 (SBS)
- 홍번구 (KBS)
- 향수: 어느 살인자의 이야기 (KBS) - 그리스인(토마스 레녹스)

### 외국 드라마
- 그레이 아나토미 (KBS) - 알렉스 카레브
- 니벨룽겐의 반지 (KBS) - 기슬러(로버트 패틴슨)
- 닥터후 시즌 5(KBS) - 밥
- 닥터후 시즌 8(KBS) - 에이드리안
- 닥터후 시즌 10(KBS) - 폴(벤 프레슬리)
- 닥터 포스터 시즌 1 (KBS) - 앤워 샴시 (나빈 초드리)
- 돌아온 판관 포청천 (OBS)
- 로빈 후드 (KBS) - 윌 스칼렛
- 롬멜 (CNTV)
- 리썰 웨폰(KBS) - 브래드(애덤 코프먼)
- 마루모의 규칙 (TV조선) - 담임 선생님 役
- 백수알바, 내 집 장만기 (TV조선) - 세이지 役 (니노미야 카즈나리)
- 뿌리(하이라이트TV) - 칼튼(옥타비우스 J. 존슨) / 노아(만젤라 벤 피볼즈) / 프레드릭의 아버지(웨인 페르) / 노예 상인의 아들 / 쿤타 킨테의 친구
- 삼국지 (KBS) - 손책, 마초 役
- 서바이버스 (서울신문TV)
- 센디베이의 악동들 (KBS)
- 제너레이션 워 (CNTV) - 빅터 골드스타인 役 (러드윅 트렙테)
- 콜드 케이스 (KBS) - 크리스 라싱 役
- 한나 몬타나 (디즈니채널) - 올리버 오큰 役
- 1864 (CNTV)
- 명탐정 브라운 신부 3 (평화방송)
- 파워레인저 닌자포스(대원방송) - 클라우드/닌자 블루

### 다큐
- 2007.03.14 KBS 세계걸작다큐 - 날씨를 지배하다
- 2007.10.25 KBS 세계걸작다큐 - 50년 후의 미래 - 도시
- 2007.09.17 EBS 다큐 10+ - 핵무기 개발 첩보전 제 1부 핵전쟁의 위기
- 2007.09.18 EBS 다큐 10+ - 핵무기 개발 첩보전 제 2부 소련에게 핵 기밀을 넘기다
- 2007.09.19 EBS 다큐 10+ - 핵무기 개발 첩보전 제 3부 오펜하이머와 수소폭탄
- 2007.09.20 EBS 다큐 10+ - 핵무기 개발 첩보전 제 4부 이스라엘의 비밀
- 2009.08.12 EBS 다큐 10+ - 핵무기 개발 첩보전 제 3부 오펜하이머와 수소폭탄
- OBS 폰스타 : 전당포 사나이들
- 2018.12.16 KBS 세상의 모든 다큐 - 리오 퍼디낸드, 싱글 대디로 살아가기

### 라디오 드라마

#### KBS
KBS 교통캠페인 드라마 - 노란 안전선 위에 행복 (KBS 라디오)
- 1999.09.19 총알을 탄 사나이
- 1999.10.31 두 남자 이야기
- 1999.11.28 안개 속, 그 위험한 질주
- 1999.12.26 이제 내게 남은 것들
- 2000.01.30 삼거리에서 갈라진 청춘
- 2000.02.27 봄 꽃 위에 몰아친 눈보라
- 2000.03.26 가슴에 묻은 천사
- 2000.04.30 핸드폰에 뺐긴 꿈
- 2000.07.30 이제 아무것도 두렵지 않다
- 2000.08.27 꼬마자동차 붕붕붕
- 2000.10.29 엄마 없는 하늘 아래
- 2000.11.26 저 좀 도와주세요
- 2001.03.25 태중이의 기도
- 2001.05.20 술에 취한 자전거
- 2001.06.24 수원교도소 이야기
- 2001.08.12 하늘로 날아오른 오토바이
- 2001.12.23 돌아갈 수 없는 산타
- 2002.03.31 청첩장 찍던 날
- 2004.12.26 위험한 동승

다큐멘터리 인물과 사건 (KBS 라디오)
- 2005.11.13 우리도 성을 누릴 권리가 있다
- 2005.12.11 우리는 다시 남극으로 간다
- 2006.01.01 슈퍼스타 감사용 감독과 17명의 외인구단
- 2006.07.30 소수라는 이름으로 살아가는 사람들 - 트랜스젠더

엄길청의 성공시대 (KBS 라디오)
- 2005.02.28~2005.03.12 제 36화 정해진 남자를 위한 블루공간
- 2006.04.10~2006.04.22 제 65화 행운을 디자인하는 여자, 누브티스 이경순 - 오실장 役

라디오 독서실 (KBS 라디오)
- 2000.01.30 폭염
- 2000.02.06 이인화 作 시인의 별 - 채련기주석
- 2000.02.20 차현숙 作 서울, 밀레니엄 버그
- 2000.03.12 정규웅 作 글동네에서 생긴 일
- 2000.04.09 정길연 作 사랑의 무게
- 2000.05.07 정호승 作 연인
- 2000.05.21 조창인 作 가시고기
- 2000.05.28 배수아 作 징계위원회
- 2000.09.24 서하진 作 기차가 지나는 마을
- 2000.11.26 한창훈 作 춘희
- 2000.12.10 박완서 作 아주 오래된 농담
- 2001.03.04 신경숙 作 부석사
- 2001.04.15 박성원 作 댈러웨이의 창
- 2001.05.27 김주영 作 거울 속 여행
- 2001.06.03 오성찬 作 세한도
- 2001.07.15 공지영 作 우리는 어디로 와서 어디로 가는가
- 2001.10.14 V.S.네이폴 作 무리를 떠나 나 하나로
- 2001.11.04 김훈 作 칼의 노래
- 2004.04.11 김도언 作 기호태 傳 - 산초 役
- 2008.01.06 이근삼 作 국물 있사옵니다 - 해설, 상범 役
- 2009.02.08 김연수 作 산책하는 이들의 다섯가지 즐거움 - 그 役
- 2009.08.30 이기호 作 햄릿 포에버 - 수사관 役
- 2010.01.24 이은선 作 붉은 코끼리 - 해설, 나 役
- 2010.11.07 김인숙 作 조동옥 파비안느 - 해설
- 2013.04.14 신희 作 아지 오지 않은 거리 - 나 役
- 2014.10.05 윤이형 作 굿바이 - 나 役
- 2015.05.03 이평재 作 악어 패밀리 - 나 役
- 2017.03.19 곽문완 作 코뿔소년 - 17세 상철 役

 KBS 무대 (KBS 라디오) 
- 1999.08.22 공범
- 1999.11.28 노래에 살고 사랑에 살고
- 2000.01.02 천년의 애원
- 2000.01.23 그 애가 돌아왔을 때
- 2000.03.19 가시나무 새
- 2000.04.23 원 스트라이크 원볼
- 2000.07.16 죽고 싶은 남자, 살고 싶은 여자
- 2000.10.22 사랑하는 사람들
- 2001.03.11 유원지에서 길을 잃다
- 2001.03.18 피노키오의 눈물
- 2001.05.06 늦은 귀가
- 2001.05.20 홍서
- 2001.06.03 울음소리
- 2001.06.24 그 여름의 그림자 - 박윤호 役
- 2001.07.15 아버지의 나라
- 2001.08.05 그녀를 위한 모노드라마
- 2001.08.12 전포선생을 찾아서
- 2001.08.19 옐로우 시크리트 - 학생 役
- 2001.09.02 그 여자의 성
- 2001.09.23 아름다운 사랑 슬픈 이별
- 2001.10.21 낮은 음자리 - 동수 役
- 2001.11.11 어느 자서전 대필작가의 귀향 - 운영 役
- 2001.11.18 그 여자에게 생긴 일 - 감식반원 役
- 2002.01.13 아직은 돌아가야 할 곳 - 준기 役
- 2002.02.10 임오생(壬午生) 두 김씨 - 임생 삼촌 役
- 2002.03.10 에로스와의 전쟁 - 정빈 役
- 2003.11.23 교동도
- 2003.12.21 싱글즈
- 2004.01.25 그들만의 설날
- 2004.03.28 삼류탈출
- 2007.11.03 황강리(黃岡里)의 버들이
- 2009.08.15 폭우 - 문선우 役
- 2012.07.21 그리고 아무 말도 하지 않았다
- 2012.12.08 울엄마 봉순씨 - 한준호 役
- 2013.03.23 눈물꽃 - 박진수 役
- 2013.08.03 아무 곳에도 없는 그녀 - 상우 役
- 2014.08.09 로맨스 마마 - 민규 役
- 2015.01.10 매미를 엿보다 - 벗 役
- 2017.07.29 작가님, 휴재는 안됩니다 - 나동신 役
- 2018.05.05 360도 돌려차기 - 한국父 役
- 2018.08.25 바람이 된 사랑

라디오 극장 (KBS 라디오)
- 2005.10.01~2005.10.31 김탁환 作 방각본 살인사건 - 김진 役
- 2013.10.01~2013.10.31 전민식 作 개를 산책시키는 남자 - 임도랑 役
- 2015.10.01~2015.10.30 박수정 作 도전 프로젝트 S - 서준형 役
- 2017.01.01~2017.01.31 손선영 作 이웃집 두 남자가 수상하다 - 박성호 役
- 2018.06.01~2018.06.30 나혁진 作 낙원남녀 - 강마로 役
- 2018.09.03~2018.09.28 이선 作 행성 감기에 걸리지 않는 법 - 호서 役
- 2018.12.03~2018.12.31 방현희 作 불운과 친해지는 법 - 형진 役
- 2019.03.01~ 강지영 作 페르몬 부티크 - 남해일 役

소설극장 (KBS 라디오)
- 2011.02.14~2011.04.05 은희경 作 소년을 위로해줘 - 해설

 라디오 여행기 (KBS 라디오) 
- 2008.05.12~2008.06.15 박용기 作 백두대간에서 산이 되리라 - 낭독

다큐멘터리 혁신의 승부사 (KBS 라디오)
- 2014.01.01~2014.02.28 모니터에 한글이 뜨기까지 - 이찬진 役

기타 (KBS 라디오)
- 라디오 시트콤 <우리집 식구는 아무도 못말려> - 공도훈 役
- 2004.07.11 KBS <해피선데이> 패러디 극장 2 - CF 패러디 2 (올드 보이 패러디) - 유지태 役
- <다큐멘터리 국회 속 기록>
- <다큐 그때 그 사건>  (KBS 2라디오)
- <김삿갓 북한 방랑기>

 특집 라디오 (KBS 라디오) 
- 2002.02.12 KBS 설날특집드라마 - 임오미란 ： 쌀의 귀향
- 2013.04.19 광주 KBS 장애인의날 특집 라디오 드라마 '날개'
- 2001.04.09~2001.06.30 KBS 환타지 특급 : 드래곤 라자 - 펠레일 役

#### SBS
라디오 북카페 (SBS 라디오) 
- 2012.05.21~2012.06.01 세르반테스 作 돈 키호테 - 산초 판자 役

#### 국악방송
책 읽는 아침 (국악방송) 
- 2009.02.23 나도향 作 물레방아 - 낭독
- 2009.02.27 정한숙 作 전황당인보기 - 낭독
- 2009.03.05 김동리 作 화랑의 후예 - 낭독
- 2009.03.14 김시습 作 용궁부연록 - 낭독
- 2009.03.19 현진건 作 고향 / 이효석 作 돈 - 낭독

#### TBS
TBS 창립 20주년 특별기획 다큐 드라마 '서울 600년을 걷다' (TBS 라디오)
- 2010.05.03~2010.05.28 황희 편 - 돌이, 내관, 황희 댁 하인 役
- 2010.05.31~2010.06.25 성삼문 편 - 송현수, 권자신, 정창손 役
- 2010.06.28~2010.07.30 한명회 편 - 송현수, 금성대군 役
- 2010.08.30~2010.10.01 유성룡 편 - 하연군, 중국황제, 송상현 役
- 2010.10.04~2010.10.29 이항복 편 - 서양갑 役
- 2011.01.03~2011.01.28 홍국영 편 - 정후겸 役
- 2011.02.07~2011.03.11 대원군과 명성왕후 편 - 다카조에, 안중근 役

### 오디오 드라마
- 가출일기 (Audien)
- 그 녀석은 현재 작업중?! (Audien)
- 그 여자의 동거기 (Audien) - 정우 役
- 기획천재가된 홍대리 (Audien)
- 김시습 (Audien)
- 나는 정말 너를 사랑하는 걸까? (Audien)
- 나만의 간병인 (Audien) - 이태수 役
- 다시 쓰는 간신 열전 (Audien)
- 달란트 이야기 (Audien)
- 뜨거운 관심 (Audien)
- 레이센 (Audien) - 세영 役
- 말괄량이의 늑대 길들이기 (Audien) - 준호 役
- 매니악시즌
- 몬스터로드
- 바람둥이 길들이기 (Audien) - 윤인호 役
- 배려 (Audien)
- 북국발해 대조영 (Audien)
- 불고기 그라탕 (Audien) - 태상 役
- 아독 (Audien) - 아독 役
- 아빠가 된 일진짱 (Audien) - 권강한 役
- 아임, 게이 (Audien) - 김우진 役
- 애인이 되어 주실래요? (Audien) - 김재원 役
- 원균 (Audien)
- 원나잇 스탠드? (Audien) - 유하 役
- 원행 (Audien)
- 월간무림 (Audien) - 식탐 役
- 월야환담 채월야 (Audien) - 한세건 役
- 이별 (Audien) - 신동주 役
- 일본어 천재가 된 홍대리 (Audien)
- 죽어서도 내가 섬길 당신은 (Audien)
- 첫사랑 (Audien)
- 충선왕 (Audien)
- 투레이센 (Audien) - 세영 役
- 파란만장 2중생활 (Audien) - 이현욱 役
- 파우스트 (Audien)
- 하록과 배태랑 (Audien) - 하록 役
- 해저 2만리 (Audien)
- 햄릿의 연인 (Audien) - 규혁 役
- 현향기 (Audien) - 사다함 役
- 파한집 (Diivaa) - 호연 役
- 치즈인더트랩 보이스 웹툰 (Diivaa) - 유정 役
- 레인보우프로젝트:두번째 이야기 Orange (Diivaa) - 위세경 役
- 어이쿠 왕자님  Sound of Prince ~호평받는 모닝 키스~
- 11월 소년 평행선 - 한버들, 정우신 役
- 11월 소년 냉정과 열정사이 - 한버들, 정우신 役
- 시,연 삼국지화 드라마 - 제갈량 役

### 게임
- 결전 - 고바야카와 히데아키 / 모리 히데노토
- 삼국지 전기
- 워터 크레프트
- 진 삼국무쌍 - 강유
- 진 삼국무쌍 2 ~ 맹장정 - 강유
- 드래곤네스트 스튜어트 외
- 쿠키런: 킹덤 - 다이노샤워맛 쿠키

### 방송
- 2018.12.21 KBS TV비평 시청자데스크 809회